# Metacyclops mendocinus
Metacyclops mendocinus is een eenoogkreeftjessoort uit de familie van de Cyclopidae. De wetenschappelijke naam van de soort is voor het eerst geldig gepubliceerd in 1892 door Wierzejski.